# Ермолаев, Владимир Фёдорович
Ермолаев, Владимир Фёдорович (род. 14 декабря 1962, Бичурга-Баишево, Шемуршинский район, Чувашская АССР, РСФСР, СССР) — российский региональный (Чувашская Республика) политический деятель, организатор производства, предприниматель и государственный деятель. 
Депутат Государственного совета Чувашской Республики IV созыва (2006-2011).

## Биография

### Происхождение
Родился 14 декабря 1962 года в селе Бичурга-Баишево Шемуршинского района в чувашской семье.
C 1979 по 1980 годы учащийся ПУ № 19 г. Чебоксары. 
С 1980 по 1982 годы мастер производственного обучения в ПУ № 19 г. Чебоксары. С 1982 по 1984 годы служба в рядах Советской Армии. 
С 1984 по 1992 годы служба в ОВД ЧР. В 1987 году окончил Чебоксарскую специальную среднюю школу милиции МВД СССР, в 1992 году – Высшую юридическую заочную школу МВД РФ.

### Предпринимательская деятельность
С 1992 по 1994 год генеральный директор МП «Елена» (г. Чебоксары). С 1994 по 2006 год генеральный директор ЗАО "Торгово-промышленная компания "Березка". В 2006 г. восстановил строительную организацию «Чувашстрой». С марта 2006 года по 2019 – генеральный директор ООО "Агрохолдинг "Юрма".
Являлся владельцем предприятий, расположенных на территории Чувашской Республики:
1. ООО «СУОР»	38041790.00 (28.62%) (до банкротства в 2019)
2. ООО Агрохолдинг «ЮРМА»	212888033.81 (48.88%) (до продажи в 2019)
3. ООО «Чулочно-трикотажная фабрика»	765000.00 (0.20%) (до банкротства в 2018)

В ходе следствия по уголовному делу на активы был наложен арест.

### Политическая деятельность
Депутат Государственного совета Чувашской Республики от Батыревского одномандатного избирательного округа № 2 (Батыревский район, Шемуршинский район). Избран 8 октября 2006 года. Член Комитета Государственного совета Чувашской Республики по бюджету, налогам, предпринимательству и собственности; член Комитета по экономической политике, агропромышленному комплексу и экологии.
Входил в ближний круг главы Чувашии Михаила Игнатьева.

## Семья и личная жизнь

### Семья
Постоянно проживает в г. Чебоксары. 
Сыновья — Ермолаев Кирилл Владимирович, Ермолаев Константин Владимирович. Дочь - Ермолаева Евгения Владимировна.

### Уголовное дело
В декабре 2020 года Владимир Ермолаев был приговорен к 3 годам колонии общего режима за уклонение от уплаты налогов в особо крупном размере (ч.2 ст.199 УК РФ). По версии следствия, в период с января 2014 года по сентябрь 2016 года Ермолаев как руководитель ООО "СУОР" уклонился от уплаты налога на добавленную стоимость и на прибыль организации на общую сумму 107 млн рублей.

## Награды
- Орден святого благоверного князя Даниила Московского (РПЦ)
- Медаль «За заслуги перед городом Чебоксары» (2014).